# Agnès Godardová
Agnès Godardová (* 28. května 1951 Dun-sur-Auron) je francouzská kameramanka. Nejprve studovala žurnalistiku, později se však začala více zajímat o film a studovat jej. Studovala na Institut des hautes études cinématographiques. Jejím prvním projektem byl televizní snímek Chambre 666 německého režiséra Wima Wenderse. Většinu osmdesátých let pracovala jako operátorka a asistentka kamery. Později dlouhodobě spolupracovala s režisérkou Claire Denis, například na filmech Nechce se mi spát (1994), Nénette et Boni (1996), Miluji tě k sežrání (2001) a L'Intrus (2004). Čtyřikrát byla nominována na Césara pro nejlepší kameru, přičemž jednou nominaci proměnila ve vítězství (za film Beau travail).